# 角蒿酯碱
角蒿酯碱（incarvillateine）是一种古柯间二酸衍生的单萜生物碱，可以从角蒿属植物中分离得到。

## 生物活性

### 阿片剂
角蒿酯碱是从角蒿（Incarvillea sinensis）分离得到，与阿片类生物碱吗啡相比具有更显著的镇痛效果。角蒿酯碱的止痛作用可被纳洛酮 、nor-BNI和β-富纳曲胺等阿片类药物的部分阻断。而且这些药物对μ-和κ-阿片受体激动选择性不同。对于δ-阿片受体药物纳曲吲哚，其不会抵消角蒿酯碱的镇痛作用。
这些发现表明角蒿酯碱可能具有阿片类受体活性，但值得注意的是，一些研究表明纳洛酮无法抵消角蒿酯碱的镇痛活性。

### 作用于腺苷受体
诸如茶碱等腺苷受体拮抗剂可阻断蒿特灵酯碱的镇痛作用。这表明角蒿酯碱的主要作用机制是通过腺苷受体介导的。